# The Trilogie – Three Journeyes Through the Norwegian Netherworlde
The Trilogie – Three Journeyes Through the Norwegian Netherworlde ist eine Kompilation der norwegischen Band Ulver. Sie enthält ihre ersten drei Studioalben und erschien im Jahr 1997 bei Century Media.

## Entstehung und Veröffentlichung
Das Picture-Disc-Boxset versammelt Ulvers Trilogie über die „finsteren Aspekte der norwegischen Folklore“, die stilistisch von Neofolk (Kveldssanger) über folk-beeinflussten und melodischen Black Metal (Bergtatt) bis zu rohem und ursprünglichen Black Metal (Nattens Madrigal) reicht. Century Media, das bereits Nattens Madrigal veröffentlicht hatte, brachte The Trilogie auf drei LPs im Pappschuber mit Beiheft und Poster auf den Markt. Das Boxset war auf 1000 Stück limitiert. Im Jahr 2014 erschien mit Trolsk Sortmetall 1993–1997 bei Century Media eine ähnliche Box, die zusätzlich das Demo Vargnatt enthielt.

## Titelliste

### Bergtatt
Seite 1
1. Capitel I: I Troldskog faren vild – 7:51
2. Capitel II: Soelen gaaer bag Aase need – 6:34
3. Capitel III: Graablick blev hun vaer – 7:45

Seite 2
1. Capitel IV: Een Stemme locker – 4:01
2. Capitel V: Bergtatt – ind i Fjeldkamrene – 8:06

### Kveldssanger
Seite 1
1. Østenfor Sol og vestenfor Maane – 3:26
2. Ord – 0:17
3. Høyfjeldsbilde – 2:15
4. Nattleite – 2:12
5. Kveldssang – 1:32
6. Naturmystikk – 2:56

Seite 2
1. A cappella (Sielens Sang) – 1:26
2. Hiertets Vee – 3:55
3. Kledt i Nattens Farger – 2:51
4. Halling – 2:08
5. Utreise – 2:57
6. Søfn-ør paa Alfers Lund – 2:38
7. Ulvsblakk – 6:56

### Nattens Madrigal
Seite 1
1. Hymn I: Of Wolf and Fear – 6:16
2. Hymn II: Of Wolf and the Devil – 6:21
3. Hymn III: Of Wolf and Hatred – 4:48
4. Hymn IV: Of Wolf and Man – 5:21

Seite 2
1. Hymn V: Of Wolf and the Moon – 5:14
2. Hymn VI: Of Wolf and Passion – 5:48
3. Hymn VII: Of Wolf and Destiny – 5:32
4. Hymn VIII: Of Wolf and the Night – 4:38

## Rezeption
“One of the most valuable items in my personal collection, Ulver’s Trilogy are formed by the very first three LPs, from the Smith-esque vocally driven black metal madness of Bergtatt to the raw bassless sounding of Nattens Madrigal, through the folk induced nocturnal chants of Kveldssanger, this box set contains beautiful full color artwork pictured on the LPs themselves, a nice booklet with Michael Moynihan comments and lyrics and three nice wall posters with the artwork off the discs.”